# کاراجااورن (چای)
کاراجااورن (به ترکی استانبولی: Karacaören) یک منطقهٔ مسکونی در ترکیه است که در چای (شهر) واقع شده‌است.